# サンセルコ
サンセルコ (SUN SELCO)は、福岡県福岡市中央区渡辺通1丁目1番1号にあるファッションビル。地上10階、地下2階建て。

## 概要
福岡市の施行による渡辺通1丁目南部の約2.2haの再開発事業で建設されたビルで、1979年2月に竣工し、同年3月開業。福岡市中央区のメインストリートである渡辺通りの南端に位置する。南側は住吉通りと接している。
名前の由来は、太陽を意味する英語(SUN)と、S＝ショッピング(Shopping)、E＝イーティング(Eating)、L＝ロッジング(Lodging)、C＝カルチャー(Culture)、O＝オフィス(Office)の頭文字を組み合わせた造語。
渡辺通り側にはサンセルコ広場と、そこから5階へと続く大階段がある。
隣接するホテルニューオータニ博多とは外観は地上4階部分までつながっており、地上1階でショッピングアーケード「サンローゼ博多」と接続している。近隣にはほかに、柳橋連合市場や九州電力本社などがある。
サンセルコ広場には博多どんたくの際には本舞台が、博多祇園山笠の際には飾り山が毎年設営される。
2018年には竣工後40年を控え、再開発に向けた検討も始められた。

## テナント
地下1階から地上4階までは商店・食堂などが入っている。5階から上は1979年から2005年まで福岡放送（FBS）の社屋となっており、『ズームイン!!朝!』や『めんたいワイド』などの屋外中継をサンセルコ広場や大階段で行っていた。福岡放送の移転（2005年2月27日）後はオフィスゾーンとなり、8階から10階までは九州電力の関連会社・株式会社電気ビルの別館となっている。
また、2009年には、地下1階に優良運転者や70歳以上の高齢運転者を対象とした運転免許更新センター「ゴールド免許センター」がオープンしたが、2024年（令和6年）11月29日をもって業務を終了することとなった（同年12月16日に博多区千代の千代優良運転者免許更新センターに移転）。

## 交通アクセス
- 福岡市地下鉄七隈線 渡辺通駅
- 西鉄天神大牟田線 薬院駅

## ギャラリー

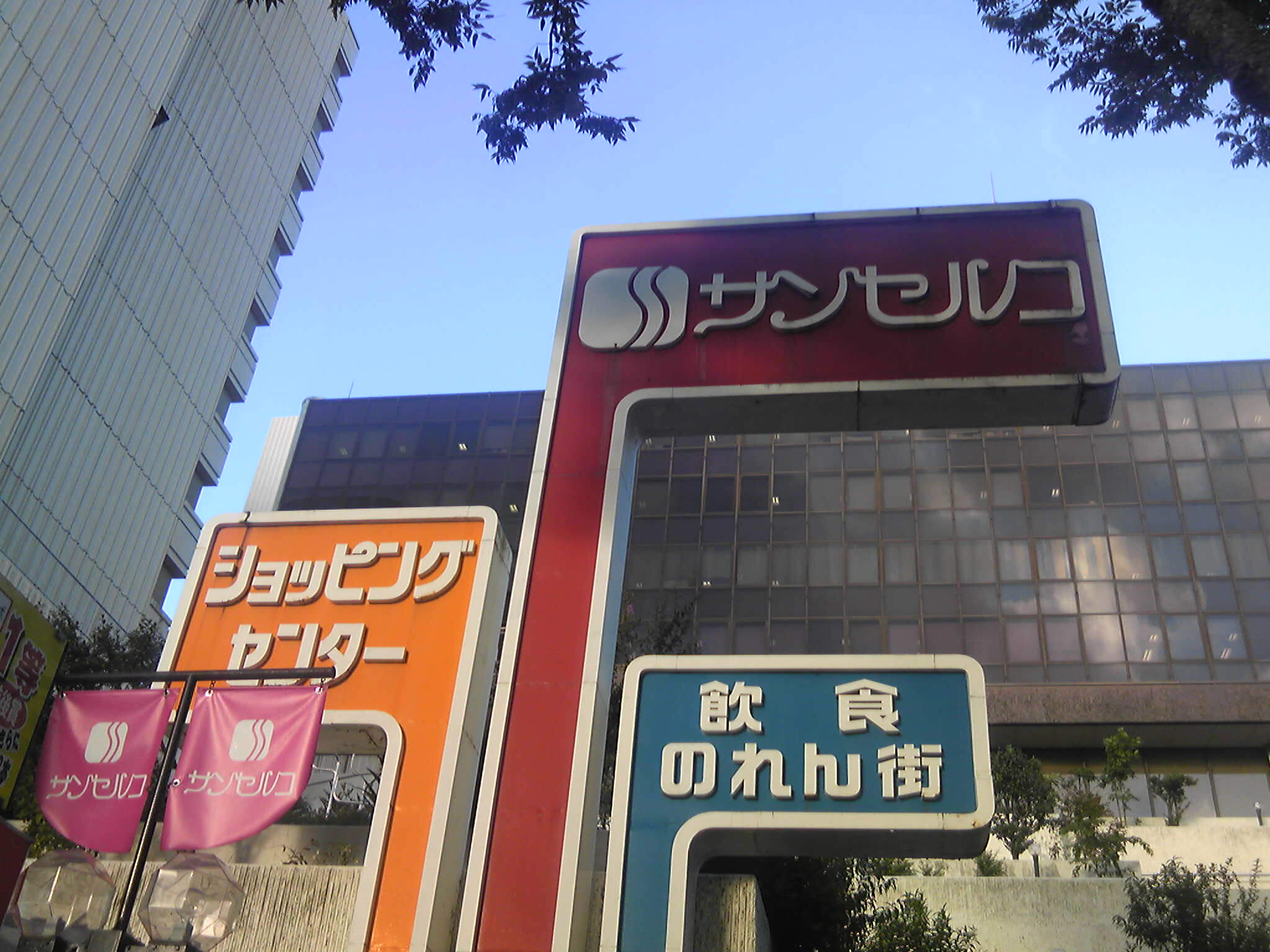
サンセルコビル（奥）と看板
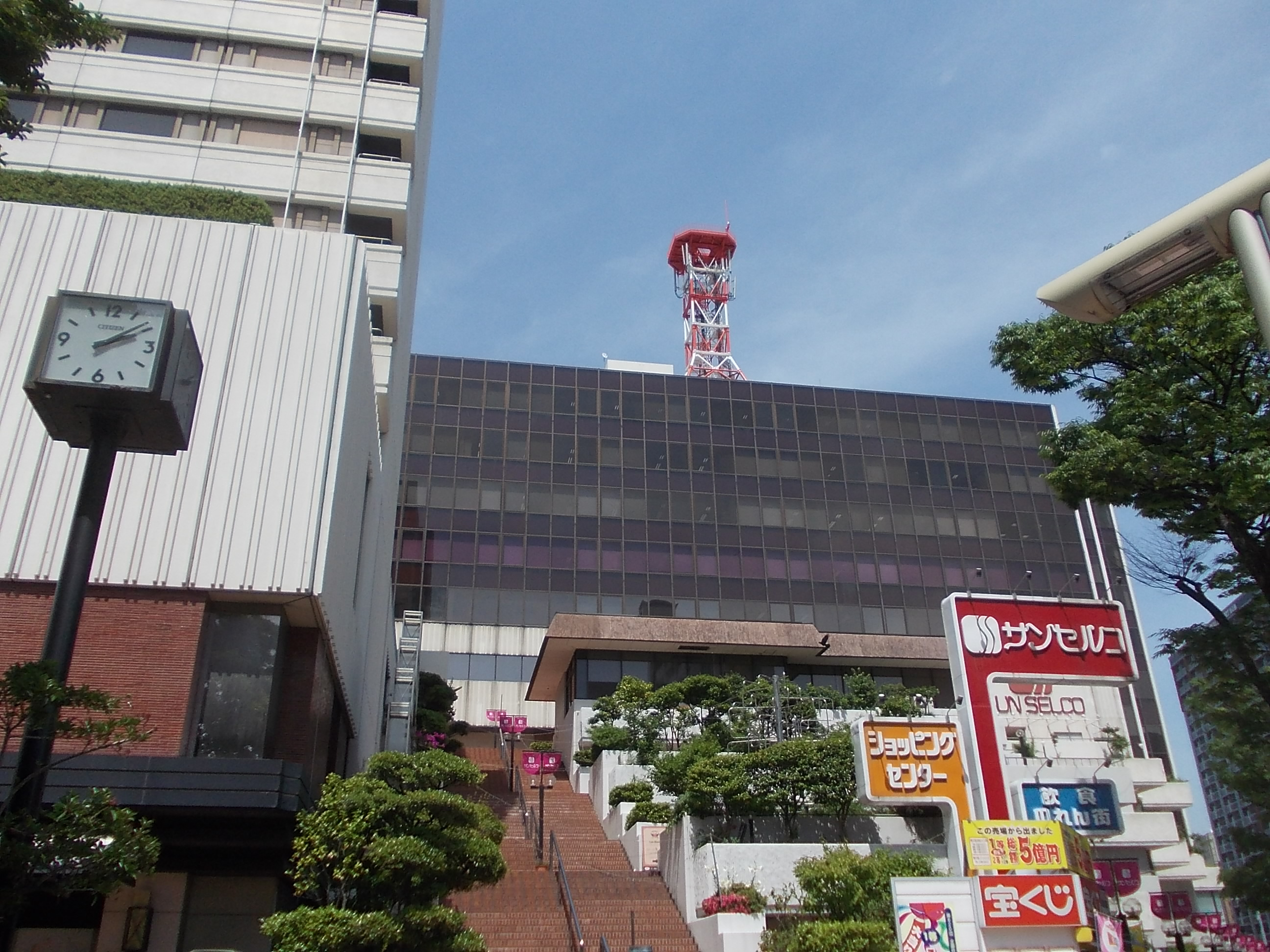
サンセルコビル（奥）と大階段と看板
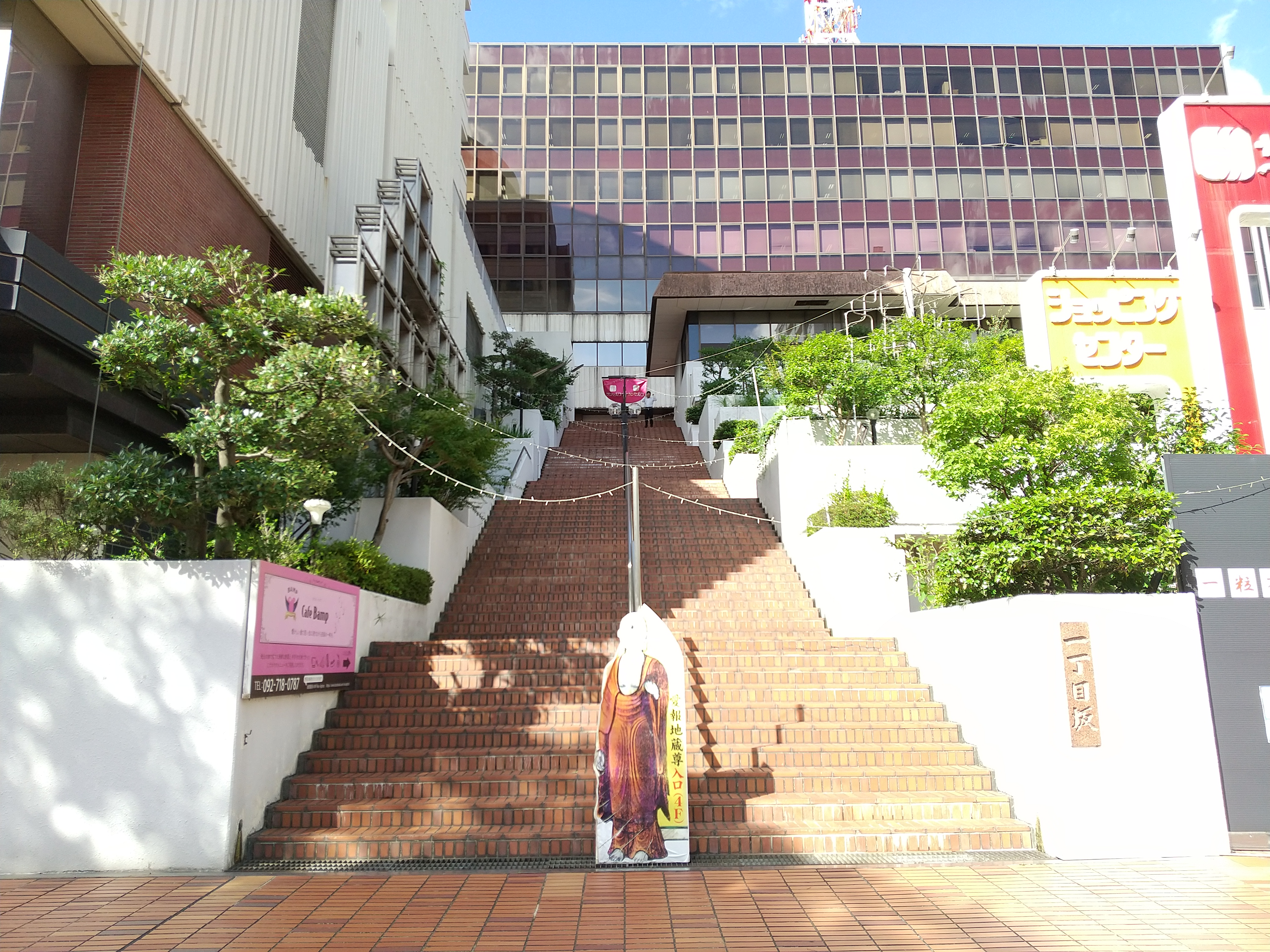
サンセルコの大階段
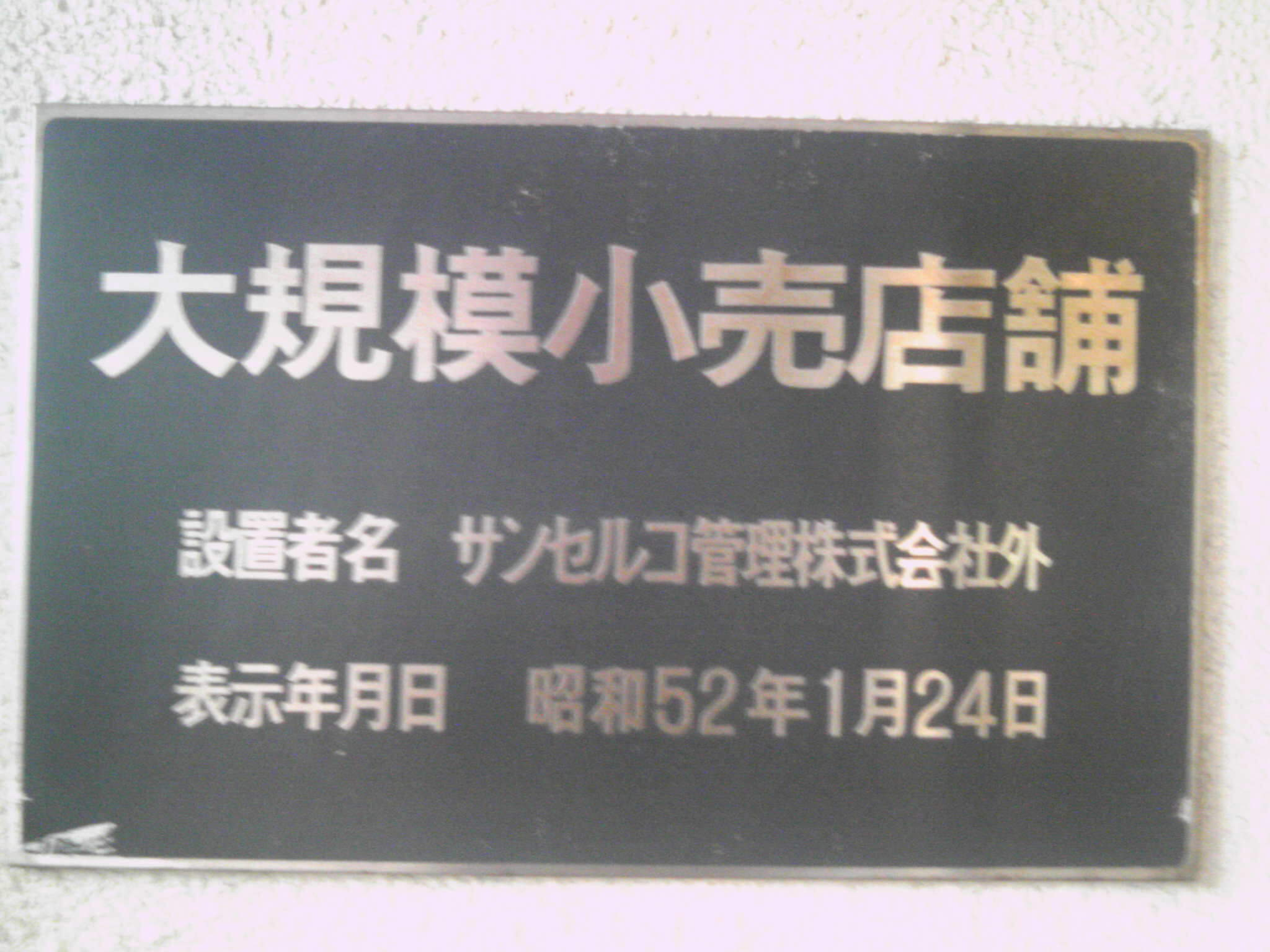
大規模小売店舗表示板
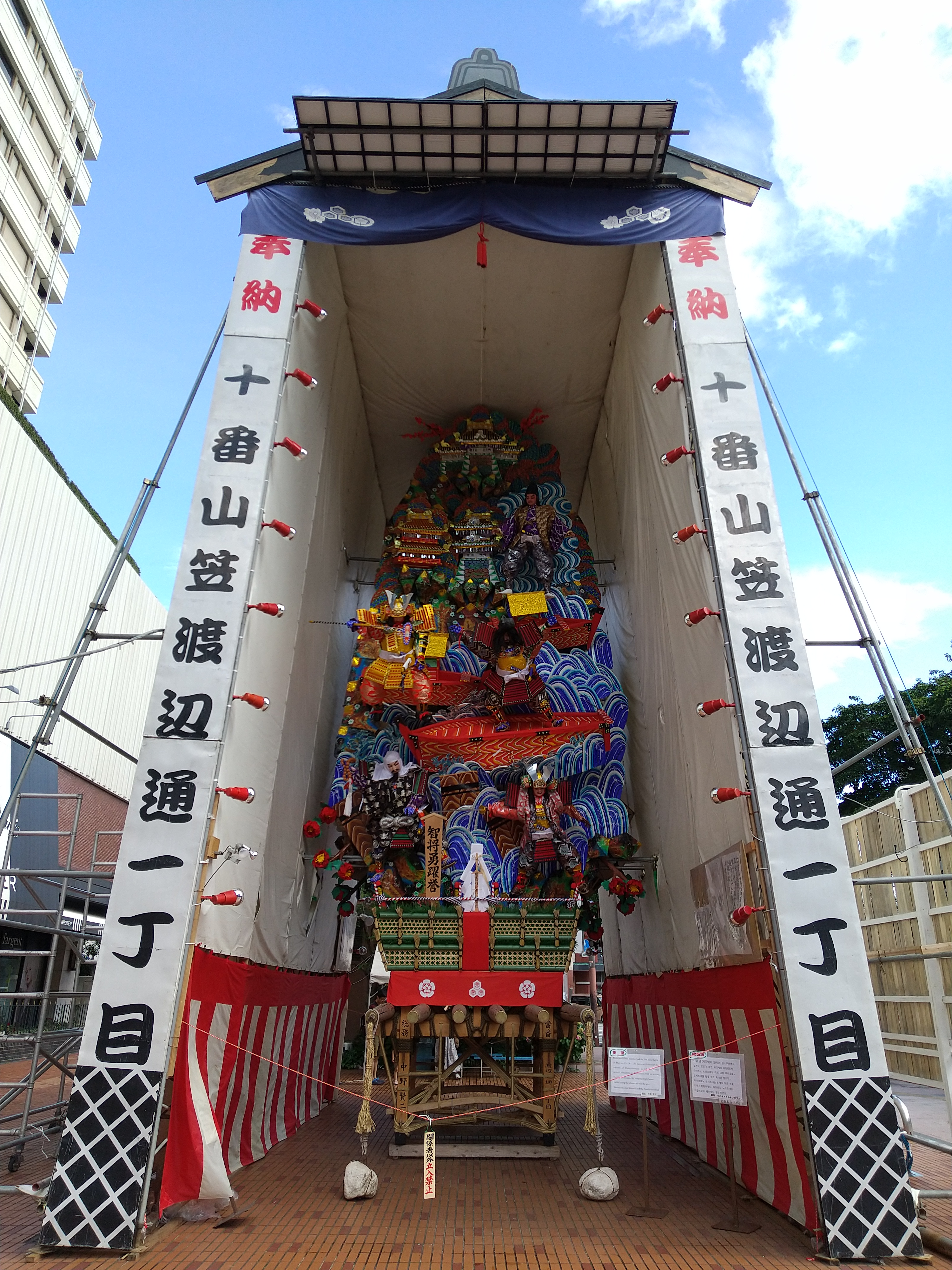
サンセルコ広場の飾り山笠
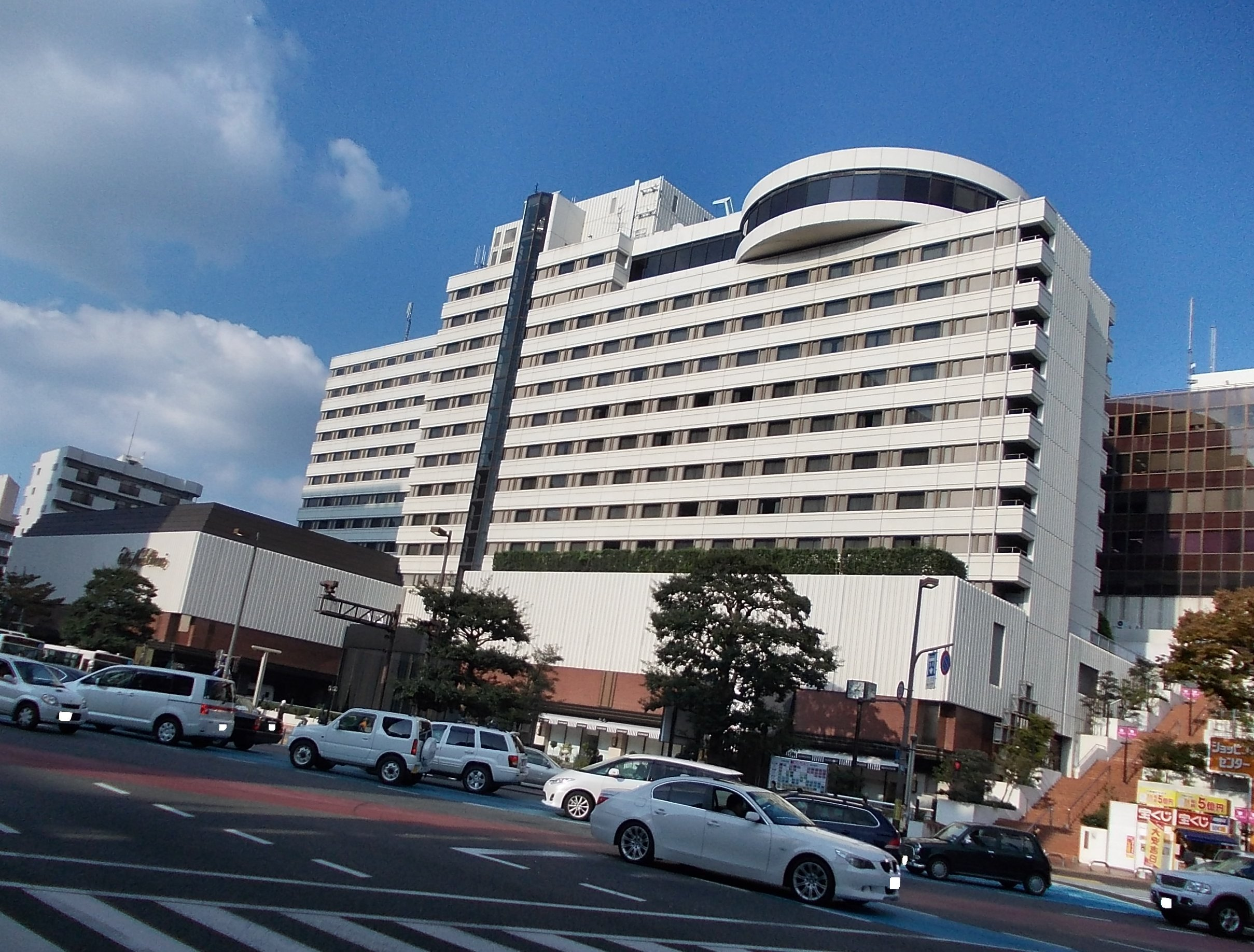
ホテルニューオータニ博多（右側にサンセルコが少し見える）